# Hôtel Hyatt Regency Paris Étoile
L'Hôtel Hyatt Regency Paris Étoile, precedentemente Hôtel Concorde La Fayette (1974-2013), è un grattacielo situato a Parigi, in Francia, nel 17º arrondissement vicino a Porte Maillot. È di proprietà di Constellation Hotels Holdings.
Con i suoi 137 metri di altezza, è uno degli hotel francesi più alti dopo il Tour Part-Dieu di Lione (e il quarto edificio più alto della città di Parigi dopo la Tour Eiffel, la Tour Montparnasse e il Tribunal de Paris, ma più piccolo di alcuni edifici del vicino quartiere La Défense); l'antenna posta sul tetto gli permette addirittura di raggiungere i 190 metri di altezza. Con i suoi trentotto piani, ospita 995 camere e suite. Con il Palais des Congrès situato accanto, è uno dei centri congressi di Parigi.